# Lhotka (Beroun)
Lhotka é uma comuna checa localizada na região da Boêmia Central, distrito de Beroun.